# Anuradha Cooray
Anuradha Indrajith Cooray (ur. 24 marca 1978) – lekkoatleta ze Sri Lanki specjalizujący się w maratonie. Dwukrotny olimpijczyk. Zajął 30. miejsce w Atenach 2004 i 55. miejsce w Londynie 2012 roku.
Zdobył złoty medal w maratonie na igrzyskach SAF w Pakistanie w roku 2004. Wcześniej był biegaczem na 5000 i 10000 metrów.
Rekord życiowy w maratonie ustanowił 26 kwietnia 2015 w Londynie czasem 2:13:47. Wynik ten jest aktualnym rekordem Sri Lanki.